# Xanthorhoe hancocki
Xanthorhoe hancocki är en fjärilsart som beskrevs av Louis Beethoven Prout 1932. Xanthorhoe hancocki ingår i släktet Xanthorhoe och familjen mätare. Inga underarter finns listade i Catalogue of Life.